# Wonder Boy in Monster Land
Wonder Boy in Monster Land é um jogo de arcade produzido pela Westone e publicado pela Sega. É a sequência do jogo Wonder Boy, embora a jogabilidade seja diferente do jogo original. Wonder Boy in Monster Land foi convertido para diversas plataformas, dentre elas o Sega Master System.

## História
O reino conhecido como Wonder Land está sendo invadido por monstros, e aí quando o lugar foi invadido, Wonder Land virou Monster Land, e os monstros foram liderados pelo dragão Meka. Assim, cabe ao herói Bock Shonen derrotar o dragão e salvar monster land. O herói deve adquirir equipamentos necessários para auxiliá-lo em sua aventura, conversar com os habitantes da monster land e enfrentar diversos monstros até alcançar o castelo do Dragão. No final é revelado que este dragão é na verdade um robô que veio do espaço.

## O jogo
Diferente do jogo Wonder Boy, esta continuação possui elementos de RPG e está ambientado em um cenário medieval, ao invés de um cenário pré-histórico. O objetivo do jogador é chegar até o castelo do dragão Meka e derrotá-lo. Para isso o jogador deve adquirir espadas, que podem ser adquiridas ao derrotar monstros-chefes, além de outros equipamentos que podem ser comprados em lojas. O jogador adquire ouro ao derrotar inimigos que aparecem no decorrer da fase. Há determinados pontos de cada estágio, como o topo de uma torre, que ao ser tocado pelo jogador revela moedas ou sacos de moedas de ouro escondidos. Além das lojas de equipamentos, há bares onde o jogador pode comprar uma bebida e assim adquirir alguma dica do jogo, e há também hospitais para recuperar energia, sendo esta medida em corações.
Para concluir uma fase o jogador deve adquirir uma chave. Esta só pode ser obtida derrotando o chefe da fase. Assim como no primeiro Wonder Boy, há um limite de tempo, neste caso marcado por uma ampulheta. Para que o tempo do estágio seja estendido, é preciso adquirir um item ampulheta, escondido em alguns estágios. Caso o tempo se esgote, o jogador perde um coração de sua barra de energia.
Outra mudança em relação ao jogo é a barra de energia, sendo medida em corações. O jogador adquire novos corações ao atingir determinadas quantidades de pontuação, de forma análoga à evolução de nível de jogos de RPG. A barra de energia é diminuída a medida em que o jogador receber danos dos inimigos, de armadilhas como poços de lava ou espinhos, ou com o término do tempo marcado pela ampulheta. Caso a barra de energia se esgote, esta será recuperada com o uso da Elixir, um item raro adquirido no início do jogo. O jogo termina quando o dragão Meka for derrotado, ou quando forem perdidos todos os corações da barra de energia.

### Equipamentos
A Espada é a principal forma de ataque. No começo do jogo adquire-se uma espada básica e com o decorrer da aventura novas espadas são adquiridas, garantindo ao herói maior força de ataque. O Escudo permite ao jogador se proteger de flechas e demais projéteis. A Armadura aumenta a defesa do personagem, permitindo ao mesmo receber mais danos antes de esgotar a barra de energia. As Botas aumentam a velocidade do jogador e a altura do pulo. Por fim, há equipamentos diversos como uma luva que temporariamente você tem o dobro de força até uma capa que te deixa invisível e magias como trovão e bola de fogo.
Além destes itens, o jogador pode adquirir itens secretos que podem auxiliá-lo na sua jornada, como uma carta que deve se entregue, ou uma flauta capaz de revelar um castelo secreto.

## Repercussão
Wonder Boy in Monster Land introduziu uma dinâmica de jogo diferente do original, sendo assim um sucesso. Dessa forma as continuações utilizaram desse mesmo mecanismo, porém sem o limite de tempo e tendo uma jogabilidade menos voltada para o Arcade. O jogo possui até os dias atuais uma legião de fãs e é considerado um dos melhores jogos da Sega por muitos, sendo relançado para o console Playstation 2 como parte de uma coleção de jogos da série (Monster World Complete Collection).

## No Brasil
O jogo foi comercializado no Brasil pela Tec Toy. Contudo, o personagem principal foi alterado, sendo substituído pela personagem de histórias em quadrinhos Mônica. O jogo foi então intitulado Mônica no Castelo do Dragão e tornou-se um dos jogos de maior sucesso para o Sega Master System, o que contribuiu para o aumento da popularidade deste console no Brasil. Além do jogo Mônica no Castelo do Dragão, Wonder Boy in Monster Land foi a base para diversos outros clones, como Bikkuriman World para o console PC-Engine e Saiyuki World para o Famicom.